# Photo-Secession
Photo-Secession fu un movimento che si sviluppò nei primi anni del XX secolo, il cui intento era di promuovere la fotografia come arte. All'inizio del '900 un gruppo di fotografi, capitanati da Alfred Stieglitz e Fred Holland Day, sostennero la controversa tesi che il senso di una fotografia non era da ricercare in ciò che appariva di fronte alla fotocamera, bensì nella manipolazione dell'immagine, da parte dell'artista/fotografo, per realizzare la sua visione soggettiva. Il movimento ha contribuito ad elevare gli standard e la consapevolezza della fotografia d'arte, costituendo il corrispettivo americano del Linked Ring, un altro gruppo esclusivamente britannico separatosi dalla Royal Photographic Society.

## Contesto storico
Il gruppo si costituì nel 1902, quando il National Arts Club chiese a Stietgliz di mettere insieme il meglio della fotografia Americana contemporanea, per organizzare un'esposizione. Durante l'organizzazione della mostra, Stieglitz ebbe un dissenso con alcuni dei membri più conservatori del Club sui fotografi che avrebbero dovuto essere coinvolti. Per sostenere le sue ragioni, Stieglitz formò un gruppo, con accesso esclusivo, che chiamò Photo Secession, per dare l'impressione che le sue posizioni fossero sostenute anche da molti altri fotografi affermati. In seguito Stiegliz stesso affermò: «di aver richiesto sostegno per la nuova esclusiva e costituita Photo-Secession» ma della quale, in realtà, ancora non esisteva alcun organico definitivo fino al 17 febbraio 1902, appena due settimane prima dell'apertura dell'esposizione del National Arts Club.
Per quanto riguarda il nome del gruppo, si pensa che Stieglitz sia stato influenzato dall'esposizione della Secessione di Monaco di Baviera del 1898 (Verglag des Vereines Bildender Kunstler Muchnes Sezession). Stieglitz ebbe infatti frequenti corrispondenze con Fritz Matthies-Masuren, che scrisse il catalogo per l'esposizione di Monaco, ed era affascinato dall'idea che i fotografi stessero ideando una loro, nuova, personale forma artistica. Nel 1899 scrisse:
A Monaco, il centro artistico della Germania, i "secessionisti": un gruppo di artisti che (come indica il nome, si sono staccati dalle regole strette della consuetudine e della tradizione), aggregano le figure di maggior talento del loro tempo, reclamando il fatto che la fotografia pittorica debba essere giudicata per i suoi meriti, come una forma d'arte indipendente, senza considerare il fatto che sia stata prodotta per mezzo del medium della macchina fotografica.
Più tardi nella sua vita, Stieglitz raccontò sulle origini della Photo-Secession:
Charles DeKay Direttore del National Arts Club: "Come dovremmo chiamare questa [mostra]?"
Stieglitz: "La chiamiamo esposizione di Fotografia Americana organizzata dalla Photo-Secession".
DeKay: "Cos'è? Chi è?"
Stieglitz: "Cordiali saluti, per il momento, e ce ne saranno altri quando apre l'esposizione.. L'idea di Secessione è odiosa agli americani - sarà per il pensiero della guerra civile. Non per me. Photo-Secession in realtà significa una secessione dall'idea comune di ciò che costituisce una fotografia"
Joy Bochner, lo storico dell'arte, sottolinea come sia importante considerare la Photo-Secession su più aspetti, anziché quello esclusivamente estetico.
Quindi da cosa scaturì questa secessione? Non solo da una forma d'arte divenuta ormai stantia, attraverso la copia dello stile Vittoriano, degli stili tradizionali, ma principalmente dalla dittatura delle istituzioni consolidate, delle gallerie, delle scuole d'arte e professionali che corroboravano e autorizzavano l'imitazione e la copia.
I fautori del pittorialismo, che fu l'elemento fondamentale (il valore intrinseco) della Photo-Secession, sostenevano che la fotografia necessitava di emulare la pittura e l'incisione (acqua forte) dei tempi. I pittorialisti credevano che, proprio come la pittura è caratterizzata dall'artista attraverso la manipolazione dei materiali per raggiungere l'effetto desiderato, così pure il fotografo dovrebbe alterare o manipolare l'immagine fotografica. Fra le tecniche usate c'erano il soft focus, i filtri speciali, i rivestimenti delle lenti; la bruciatura, la mascheratura e/o il taglio in camera oscura, per modificare il contenuto dell'immagine, ed inoltre i processi di stampa alternativa come l'intonazione seppia, la stampa al carbone, la stampa al platino e la gomma bicromata.
Frequentemente i contenuti delle immagini si ispiravano a lavori eseguiti da altri artisti, in genere dell'arte greca e romana, utilizzando elementi stilistici come le drammatizzazione dell'illuminazione, della prospettiva, della geometria, l'uso della monocromia e dell'alto contrasto.
Fondando la Photo Secession, Stietglitz affermò che fu una "ribellione contro l'atteggiamento ipocrita del non credente, del filisteo e della maggioranza delle autorità culturali." Mentre questo era vero in parte, le sue azioni dimostravano che la creazione della Photo-Secession fu anche per affermarsi nel mondo della fotografia e dell'arte.
Il ruolo di Stieglitz nella formazione e nel rigido controllo della Photo-Secession fu chiaro in due battute che ebbero luogo all'apertura della mostra del National Arts Club. All'inizio Stieglitz disse che l'affiliazione alla Photo-Secession era piuttosto libera. 
Gertrude Käsebier: “Cos'è questa Photo-Secession? Io sono un foto-secessionista?”
Stieglitz: “Vi sentite tale?”
Käsebier: “Sì.”
Stieglitz: “Bene, è tutto quello che c'è da fare.”
Tuttavia, quando Charles Berg chiese a Stieglitz se anche lui era un foto-secessionista, Steglitz bruscamente gli rispose che non lo era.
Stieglitz confermò questa opinione, anche se era lui stesso il responsabile dell'inclusione delle tre foto di Berg alla mostra.
"L'appartenenza" alla Photo-Secession variava a seconda del temperamento e degli interessi di Stieglitz, ma era incentrata attorno al gruppo principale, formato da Stieglitz, Edward Steichen, Clarence H. White, Gertrude Käsebier, Frank Eugene, Fred Holland Day e più tardi anche da Alvin Langdon Coburn.
I fotografi inclusi nella prima esposizione furono C. Yarnell Abbott, Prescott Adamson, Arthur E. Becher, Charles I. Berg, Alice Boughton, John G. Bullock, Rose Clark and Elizabeth Flint Wade, F. Colburn Clarke, F. Holland Day, Mary Devens, William B. Dyer, Thomas M. Edmiston, Frank Eugene, Dallett Fuguet, Tom Harris, Gertrude Käsebier, Joseph T. Keily, Mary Morgan Keipp, Oscar Maurer, William B. Post, Robert S. Redfield, W. W. Renwick, Eva Watson-Schütze, T. O'Conor Sloane, Jr., Ema Spencer, Edward Steichen, Alfred Stieglitz, Edmund Stirling, Henry Troth, Mathilde Weil and Clarence H. White.
Nel 1905 Stieglitz istituì la Piccola Galleria della Photo-Secession, una ristretta, ma influente, galleria ove egli continuava ad esibire alcuni dei più conosciuti membri del movimento. Il gruppo continuò ad esporre, sotto il nome di Photo-Secession, fino al 1910, quando diversi fotografi, stanchi dei modi autocratici di Stieglitz, ne uscirono.
Nel 1916 Käsebier, White, Coburn ed altri formarono un'organizzazione chiamata Pictorial Photographers of America (PPA) per continuare a promuovere lo stile pittorialista. Un anno più tardi Stieglitz sciolse formalmente la Photo-Secession, anche se in quel momento ne rimaneva solo il nome.

## Lo statuto di Stieglitz
Apparso sul supplemento del numero 3 di Camera Work del luglio 1903:
The Photo Secession
"Tante sono le richieste di informazioni relative alla natura e alle finalità della Photo-Secession, e dei requisiti di ammissibilità per l'adesione, che riteniamo opportuno fornire un breve ragguaglio delle caratteristiche di questo gruppo di fotografi.
Lo scopo della Photo-Secession è; sviluppare la fotografia come espressione pittorica applicata; raggruppare gli americani che praticano, o comunque interessati all'arte; organizzare, in vari luoghi, esposizioni non strettamente limitate alle produzioni della Photo-Secession o americane.
È composta da un consiglio (di cui tutti sono membri) di membri scelti per il loro lavoro fotografico, o per il meritorio impegno a beneficio della fotografia pittorica, e da associati ammissibili, affini agli obiettivi della Secession.
Per essere valorizzato dall'associazione il lavoro fotografico di un possibile candidato deve essere individuale e distintivo, e va da sé che il richiedente deve essere in sintonia profonda con i nostri obiettivi e principi.
Per associarsi non è richiesto altro che una sintonia con gli scopi e le motivazioni della Secessione. Nonostante ciò non è da ritenere che questi requisiti siano scontati, difatti è stato ritenuto necessario negare l'accesso a molti, il cui tiepido interesse per la causa è stato riconosciuto non adeguato per lo sviluppo della Secessione. Può essere di interesse generale sapere che molti dei lavori inviati all'associazione per l'adesione sono stati respinti. Questo rifiuto è da ricondurre alla loro opposizione più o meno dichiarata alla causa, o all'apatia ritenuta altresì dannosa. Gli altri casi, la cui sincerità non poteva essere messa in discussione, sono stati rifiutati perché il lavoro presentato non soddisfaceva gli standard richiesti. Per ulteriori informazioni contattare il Direttore della Photo-Secession Mr. Alfred Stieglitz, 1111 Madison Avenue, New York."

## Lista dei membri
Lista dei membri pubblicata sul supplemento del n. 3 di Camera Work del luglio 1903:
Soci fondatori (membri del consiglio)
- John G. Bullock - Filadelfia
- William B. Dyer - Chicago
- Dallett Fuguet - New York
- Gertrude Käsebier - New York
- Joseph Keiley - New York
- Robert S. Redfield - Filadelfia
- Eva Watson-Schütze - Chicago
- Eduard J. Steichen - New York
- Alfred Stieglitz - New York
- Edmund Stirling - Filadelfia
- John F. Strauss - New York
- Clarence H. White - Newark, Ohio

Soci esterni al consiglio
- Alvin Langdon Coburn - Boston
- Mary Devens - Boston
- William B. Post - Fryeburg, Me.
- S. L. Willard - Chicago
- Sarah Choate Sears - Boston